# Gare de La Rivière
Gare de La Rivière vasútállomás Franciaországban, La Rivière-Drugeon településen.

## Vasútvonalak
Az állomást az alábbi vasútvonalak érintik:
- Frasne–Les Verrières-vasútvonal

## Kapcsolódó állomások
A vasútállomáshoz az alábbi állomások vannak a legközelebb:
- Gare de Sainte-Colombe (Frasne–Les Verrières-vasútvonal)
- Gare de Frasne (Frasne–Les Verrières-vasútvonal)